# Pré-Saint-Martin
Pré-Saint-Martin is een gemeente in het Franse departement Eure-et-Loir (regio Centre-Val de Loire) en telt 139 inwoners (1999). De plaats maakt deel uit van het arrondissement Châteaudun.

## Geografie
De oppervlakte van Pré-Saint-Martin bedraagt 7,2 km², de bevolkingsdichtheid is 19,3 inwoners per km².
De onderstaande kaart toont de ligging van Pré-Saint-Martin met de belangrijkste infrastructuur en aangrenzende gemeenten.

## Demografie
Onderstaande figuur toont het verloop van het inwonertal (bron: INSEE-tellingen).